# Campionati europei di canottaggio 2017
I Campionati europei di canottaggio 2017 sono stati la 74ª edizione della manifestazione. Si sono svolti tra il 24 e il 28 maggio 2017 a Račice, in Repubblica Ceca.

## Medagliere
| Pos.   | Paese         | Oro | Argento | Bronzo | Totale |
| ------ | ------------- | --- | ------- | ------ | ------ |
| 1      | Italia        | 3   | 1       | 4      | 8      |
| 2      | Romania       | 2   | 1       | 0      | 3      |
| 3      | Rep. Ceca     | 2   | 0       | 1      | 3      |
| 3      | Germania      | 2   | 0       | 1      | 3      |
| 5      | Polonia       | 1   | 3       | 0      | 4      |
| 6      | Irlanda       | 1   | 2       | 0      | 3      |
| 7      | Russia        | 1   | 1       | 2      | 4      |
| 8      | Francia       | 1   | 1       | 0      | 2      |
| 9      | Gran Bretagna | 1   | 0       | 3      | 4      |
| 10     | Svizzera      | 1   | 0       | 2      | 3      |
| 11     | Lituania      | 1   | 0       | 0      | 1      |
| 11     | Svezia        | 1   | 0       | 0      | 1      |
| 13     | Paesi Bassi   | 0   | 4       | 1      | 5      |
| 14     | Bielorussia   | 0   | 1       | 1      | 2      |
| 15     | Croazia       | 0   | 1       | 0      | 1      |
| 15     | Danimarca     | 0   | 1       | 0      | 1      |
| 15     | Ungheria      | 0   | 1       | 0      | 1      |
| 18     | Belgio        | 0   | 0       | 1      | 1      |
| 18     | Serbia        | 0   | 0       | 1      | 1      |
| Totale | Totale        | 17  | 17      | 17     | 51     |

## Podi

### Uomini
| Evento                     | Oro | Tempo   | Argento | Tempo   | Bronzo | Tempo   |
| Singolo                    | Ondřej Synek | 6'48"13 | Damir Martin | 6'50"02 | Stanislaŭ Ščarbačėnja | 6'52"99 |
| Due di coppia              | Italia Filippo Mondelli Luca Rambaldi | 6'20"92 | Polonia Mirosław Ziętarski Mateusz Biskup | 6'22"10 | Svizzera Barnabé Delarze Roman Röösli | 6'24"16 |
| Due senza                  | Italia Matteo Lodo Giuseppe Vicino | 6'22"58 | Francia Valentin Onfroy Théophile Onfroy | 6'25"96 | Serbia Miloš Vasić Nenad Beđik | 6'27"68 |
| Quattro di coppia          | Lituania Dovydas Nemeravičius Martynas Džiaugys Rolandas Maščinskas Aurimas Adomavičius                                                                   | 5'44"65 | Polonia Dominik Czaja Dariusz Radosz Wiktor Chabel Adam Wicenciak | 5'48"02 | Italia Romano Battisti Andrea Panizza Giacomo Gentili Emanuele Fiume                                                                                | 5'49"13 |
| Quattro senza              | Italia Marco Di Costanzo Giovanni Abagnale Matteo Castaldo Domenico Montrone                                                                              | 5'54"52 | Romania Cristian Ivascu Vlad-Dragos Aicoboae Marius Cozmiuc Ciprian Tudosă                                                                                            | 5'56"07 | Russia Aleksandr Stradaev Daniil Andrienko Semen Yaganov Grigorii Shchulepov                                                                        | 5'56"86 |
| Otto                       | Germania Johannes Weissenfeld Felix Wimberger Maximilian Planer Torben Johannesen Jakob Schneider Malte Jakschik Richard Schmidt Hannes Ocik Martin Sauer | 5'28"03 | Polonia Zbigniew Schodowski Mateusz Wilangowski Ryszard Ablewski Robert Fuchs Marcin Brzeziński Bartosz Modrzyński Mikołaj Burda Michał Szpakowski Daniel Trojanowski | 5'30"91 | Paesi Bassi Boaz Meylink Kaj Hendriks Tone Wieten Roel Braas Ruben Knab Mechiel Versluis Robert Lücken Bjorn van den Eynde Diederik van Engelenburg | 5'31"05 |
| Singolo pesi leggeri       | Michael Schmid | 6'51"72 | Péter Galambos | 6'51"85 | Niels Van Zandweghe | 6'51"91 |
| Due di coppia pesi leggeri | Francia Pierre Houin Jérémie Azou | 6'17"67 | Irlanda Gary O'Donovan Paul O'Donovan | 6'20"06 | Italia Stefano Oppo Pietro Ruta | 6'20"36 |
| Due senza pesi leggeri     | Irlanda Mark O'Donovan Shane O'Driscoll | 6'32"34 | Russia Nikita Bolozin Aleksei Kiiashko | 6'34"74 | Italia Giuseppe Di Mare Alfonso Scalzone | 6'34"89 |
| Quattro senza pesi leggeri | Russia Maksim Telitcyn Aleksandr Bogdashin Aleksandr Chaukin Aleksey Vikulin                                                                              | 6'08"09 | Italia Matteo Pinca Martino Goretti Pierro Sfiligoi Catello Amarante II                                                                                               | 6'08"23 | Rep. Ceca Jan Hájek (canottiere) Jan Vetešník Jiří Kopáč Milan Viktora                                                                              | 6'14"74 |

### Donne
| Evento                     | Oro | Tempo   | Argento | Tempo   | Bronzo | Tempo   |
| Singolo                    | Victoria Thornley | 7'34"23 | Ekaterina Karsten | 7'34"92 | Annekatrin Thiele | 7'35"79 |
| Due di coppia              | Rep. Ceca Kristýna Fleissnerová Lenka Antošová | 7'04"75 | Paesi Bassi Lisa Scheenaard Marloes Oldenburg | 7'06"24 | Italia Kiri Tontodonati Stefania Gobbi | 7'07"79 |
| Due senza                  | Romania Mădălina Bereș Laura Oprea | 7'00"53 | Danimarca Hedvig Rasmussen Christina Johansen | 7'04"36 | Gran Bretagna Karen Bennett Holly Norton | 7'06"65 |
| Quattro di coppia          | Germania Daniela Schultze Charlotte Reinhardt Frauke Hundeling Frieda Haemmerling                                                                           | 6'24"08 | Paesi Bassi Olivia van Rooijen Inge Janssen Sophie Souwer Nicole Beukers                                                                               | 6'25"63 | Gran Bretagna Bethany Bryan Mathilda Hodgkinks-Byrne Jess Leyden Holly Nixon                                                                                         | 6'26"54 |
| Otto                       | Romania Ioana Vrinceanu Viviana-Iuliana Bejinariu Mihaela Petrilă Denisa Tilvescu Mădălina Bereș Iuliana Popa Adelina Cojocariu Laura Oprea Daniela Druncea | 6'10"35 | Paesi Bassi Veronique Meester Aletta Jorritsma Kirsten Wielaard Lies Rustenburg José van Veen Ymkje Clevering Karolien Florijn Monica Lanz Ae-ri Noort | 6'12"86 | Russia Julija Kalinovskaja Valentina Plaksina Anna Aksenova Anna Karpova Elena Orjabinskaja Anastasia Tikhanova Ekaterina Potapova Alevtina Savkina Evgenii Terekhov | 6'16"05 |
| Singolo pesi leggeri       | Emma Fredh | 7'36"24 | Denise Walsh | 7'38"00 | Patricia Merz | 7'39"94 |
| Due di coppia pesi leggeri | Polonia Weronika Deresz Martyna Mikołajczak | 6'58"55 | Paesi Bassi Marieke Keijser Ilse Paulis | 7'02"56 | Gran Bretagna Katherine Copeland Emily Craig | 7'03"02 |